# Peltre
Peltre je francouzská obec v departementu Moselle v regionu Grand Est. V roce 2013 zde žilo 1 844 obyvatel.

## Poloha
Sousední obce jsou: Ars-Laquenexy, Chesny, Jury, Mety a Pouilly.

## Vývoj počtu obyvatel
Počet obyvatel